# Sphenarium
Sphenarium es un género de saltamontes o chapulines de la subfamilia Pyrgomorphinae, la familia Pyrgomorphidae, y está asignado a la subtribu Sphenariina de la tribu Sphenariini. Este género se distribuye en México, y varias de sus especies son preparadas para el consumo humano.

## Especies
Las siguientes especies pertenecen al género Sphenarium:
- Sphenarium adelinae Sanabria-Urbán, Song & Cueva del Castillo, 2017
- Sphenarium borrei Bolívar, 1884
- Sphenarium crypticum Sanabria-Urbán, Song & Cueva del Castillo, 2017
- Sphenarium histrio Gerstäcker, 1884
- Sphenarium infernalis Sanabria-Urbán, Song & Cueva del Castillo, 2017
- Sphenarium macrophallicum Kevan & Boyle, 1978
- Sphenarium magnum Márquez Mayaudón, 1962[3]
- Sphenarium mexicanum Saussure, 1859
- Sphenarium minimum Bruner, 1906
- Sphenarium miztecum Sanabria-Urbán, Song & Cueva del Castillo, 2017
- Sphenarium occidentalis Sanabria-Urbán, Song & Cueva del Castillo, 2017
- Sphenarium planum Bruner, 1906
- Sphenarium purpurascens Charpentier, 1845
- Sphenarium rugosum Bruner, 1906
- Sphenarium tarascum Sanabria-Urbán, Song & Cueva del Castillo, 2017
- Sphenarium totonacum Sanabria-Urbán, Song & Cueva del Castillo, 2017
- Sphenarium variabile Kevan & Boyle, 1978
- Sphenarium zapotecum Sanabria-Urbán, Song & Cueva del Castillo, 2017